# Psychoglypha schmidi
Psychoglypha schmidi là một loài Trichoptera trong họ Limnephilidae. Chúng phân bố ở miền Tân bắc.